# Инверуно
Инверуно (итал. Inveruno) је насеље у Италији у округу Милано, региону Ломбардија.
Према процени из 2011. у насељу је живело 7342 становника. Насеље се налази на надморској висини од 162 м.

## Становништво
| 1931. | 1936. | 1951. | 1961. | 1971. | 1981. | 1991. | 2001. | 2011. |
| ----- | ----- | ----- | ----- | ----- | ----- | ----- | ----- | ----- |
| 4.767 | 4.961 | 5.633 | 6.132 | 6.855 | 7.542 | 8.235 | 8.236 | 8.609 |